# 424 до н. е.

## Події
- цар Персії Ксеркс II
- сіракузький полководець Гермократ в місті Гелі влаштував загальний мир між сицилійськими містами[1]
- спартанський полководець Брасид захопив Мегару
- Битва при Делії між афінськими та беотійськими військами
- Вершники (п'єса) Арістофана
- Гекаба — трагедія Евріпіда
- Династія Нанда

## Померли
- цар Персії Артаксеркс I
- стратег Гіппократ Афінський
- Одриський цар Сіталк